# Smittina tuberosa
Smittina tuberosa är en mossdjursart som beskrevs av Arnold Girard Kluge 1952. Smittina tuberosa ingår i släktet Smittina och familjen Smittinidae. Inga underarter finns listade i Catalogue of Life.